# Prom Pact
Prom Pact ist ein US-amerikanischer Fernsehfilm aus dem Jahr 2023. Die Hauptrollen in dem Disney Channel Original Movie haben Peyton Elizabeth Lee und Milo Manheim inne.

## Handlung
Mandy Yang ist eine Highschool-Absolventin, die davon besessen ist, nach Harvard zu gehen, um ihren Traum zu verwirklichen. Ihr bester Freund ist der Außenseiter Ben Plunkett. Als bekannt wird, dass der bevorstehende Abschlussball eine Party im Stil der 80er-Jahre sein wird, ist Ben sichtlich daran interessiert, dorthin zu gehen. Mandy, die sich nicht den typischen Highschool-Ritualen anpassen will, ist dem gegenüber verächtlich. Um ihren Freund jedoch einen Gefallen zu tun, gibt sie nach und die beiden schließen einen Prom-Pakt.
Als Mandy erfährt, dass sie auf der Warteliste für Harvard steht, bricht eine Welt zusammen. Ihre Schulberaterin Ms. Chen empfiehlt ihr einen Empfehlungsschreiben zu bekommen. Ihr fällt dabei der Basketball-Star Graham Lansing, der Sohn von Senator Lansing, einem Harvard-Absolventen, ein. Sie findet heraus, dass dieser Nachhilfe braucht und bietet ihm an, ihm zu helfen. Graham nimmt sie als Tutorin an. Währenddessen erfährt Ben, dass LaToya Reynolds, ein beliebtes Mädchen, in das er verknallt ist, ihn tatsächlich besser kennt als der Rest seiner Klassenkameraden, sehr zu seiner Freude.
Mandy kann Graham beim Bestehen seines Kurses helfen und er bringt ihr wiederum etwas über Basketball bei. Dabei kommen sich die beiden näher. Sie erfährt außerdem, dass Graham von seinem Vater unter Druck gesetzt wird, großartige Leistungen zu erbringen und nebenbei gemeinnützige Tätigkeiten ausführt. Sie erkennt, dass sie sich in ihn verliebt hat. Durch die gemeinsame Zeit mit Graham, versetzt sie Ben immer wieder. Als sie zu einem Abendessen bei den Lansings eingeladen wird, fällt dieser auf denselben Tag wie Bens Geburtstag. Sie überredet Ben, an seinem Tag mit LaToya auszugehen, die seine Einladung gerne annimmt. Auf der Party lernt Mandy Senator Lansing kennen und erkennt, dass dieser eine sehr geringe Meinung von seinem Sohn hat. Deshalb lehnt sie sein Harvard-Angebot ab. Als sie zufällig mitanhört, wie Grahams Freunde schlecht über sie reden und, dass Graham mit einem anderen Mädchen Zeit verbringt, ist sie enttäuscht und verlässt die Party. Sie ruft Ben an, der daraufhin sein Date mit LaToya versetzt.
Ben wird von einer wütenden LaToya zur Rede gestellt. Die beiden versöhnen sich und LaToya möchte mit Ben zum Abschlussball gehen. Dies lehnt Ben ab, da er mit Mandy hingeht. Auch Mandy spricht sich mit Graham aus und erfährt, dass das andere Mädchen nur geholfen hat einen perfekten Antrag für den Abschlussball zu machen. Sie nimmt sein Angebot an. Als Ben davon erfährt, ist er enttäuscht und stelle Mandy zur Rede. Dabei werden die beiden gefilmt, wie Ben erzählt, dass Mandy Graham nur benutzt hat, um an ein Empfehlungsschreiben zu kommen. Das Video wird von Graham gesehen und dieser macht anschließend mit Mandy Schluss. Außerdem gibt er ihr das Empfehlungsschreiben, welches sie jedoch nicht abschickt.
Mandy versöhnt sich mit Ben und die beiden gehen auf den Abschlussball und haben eine gute Zeit. Mit Mandys Hilfe können sich Ben und LaToya versöhnen und werden ein Paar. Außerdem werden die beiden zum Abschlussball-Paar gekrönt. Ms. Chen hat Mandy ein Empfehlungsschreiben geschickt, weswegen sie nun doch an der Harvard angenommen wird. Sie spricht sich auch mit Graham aus und gehen freundschaftlich auseinander. Einige Zeit später trifft Mandy an der Harvard auf Graham, der beschlossen hat, sich ein Jahr frei zu nehmen, um gemeinnützige Arbeit in der Innenstadt zu leisten. Die beiden werden wieder ein Paar.

## Hintergrund
Der Film wurde im Februar 2022 angekündigt. Für die Hauptrollen wurden Peyton Elizabeth Lee und Milo Manheim verpflichtet. Die Dreharbeiten fanden zwischen Mitte März bis Mai 2022 in Vancouver statt. Als Set diente die Terry Fox Secondary School , die sich in Port Coquitlam befindet. Der Film war ursprünglich exklusive für Disney+ vorgesehen, wurde dann jedoch zu einem Disney Channel Original Movie.
Die Erstausstrahlung auf dem US-amerikanischen Disney Channel erfolgte am 30. März 2023. Ein Tag später war der Film weltweit auf Disney+ abrufbar.